# 3001 Kino

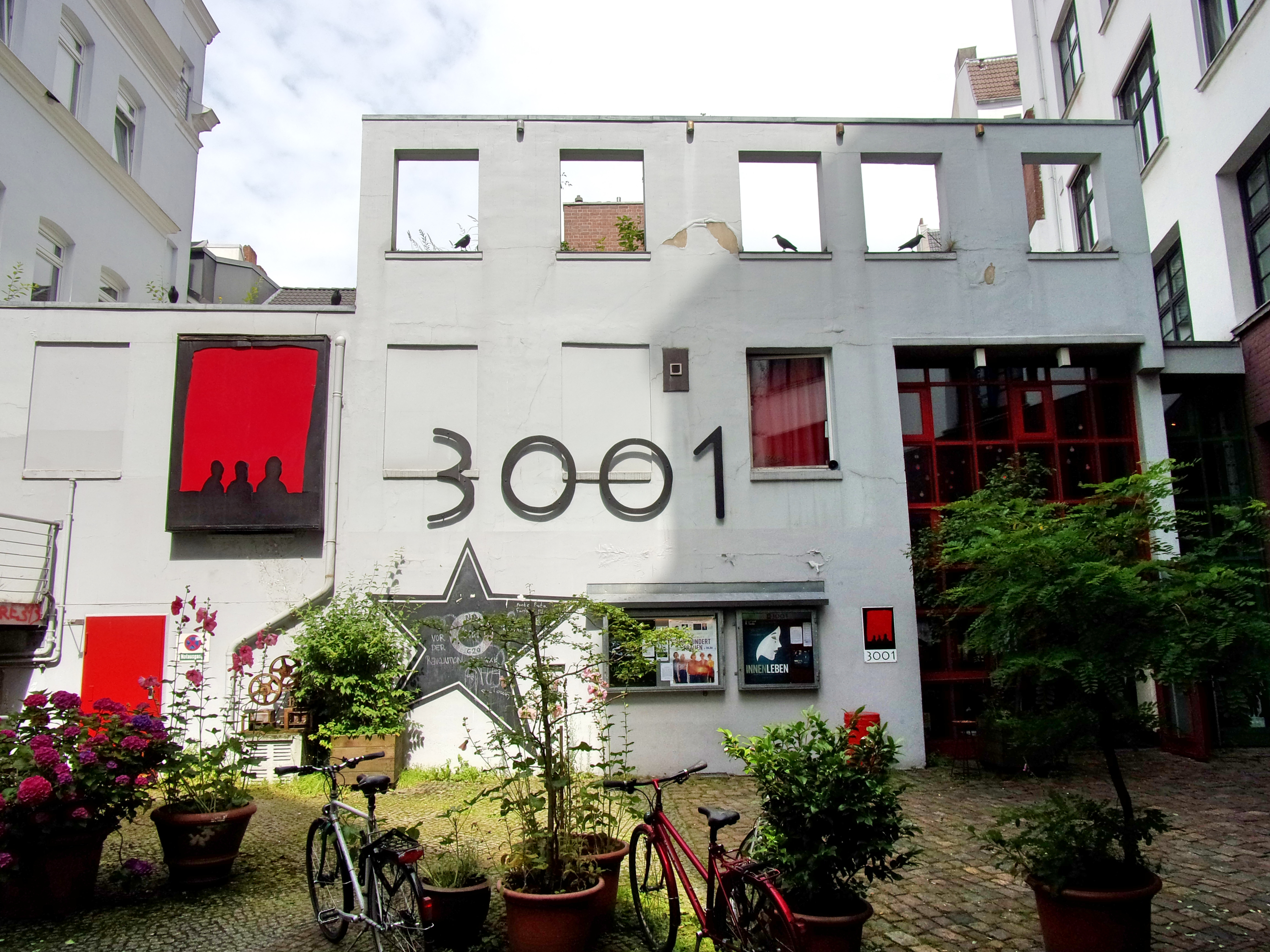
3001 Kino

Das 3001 Kino (Eigenschreibweise 3001 KINO) ist ein Programmkino im Hof der Schanzenstraße 75 im Hamburger Schanzenviertel. Gegründet durch Jens Meyer, Rainer Krisp und Thomas Schröder, wurde es am 1. Mai 1991 auf dem ehemaligen Montblancgelände eröffnet. Der Programmschwerpunkt des 3001 Kinos liegt auf Arthouse- und Dokumentarfilmen, die größtenteils in der Originalfassung mit Untertiteln vorgeführt werden. Das Kino verfügt über einen Saal mit 91 Sitzplätzen und ist Mitglied bei Europa Cinemas.

## Geschichte
Die Stadt Hamburg kaufte 1990 das ehemalige Montblancgelände zwischen Bartelstraße und Schanzenstraße. Dieses Gelände stellte die Stadt Hamburg wiederum alternativen Nutzungsformen zur Verfügung. Neben dem 3001 Kino befanden sich in dem Gebäudekomplex unter anderem das Alternativ-Hotel und Bio-Restaurant Schanzenstern, die Drogenhilfeeinrichtung Palette e. V. und der Boxclub Epeios e. V. Die hier ansässigen Nutzer organisierten sich im Schanzenhof e. V., welcher wiederum als Hauptmieter gegenüber der Stadt fungierte.
2006 verkaufte der CDU geführte Hamburger Senat 52 Gebäude und Grundstücke, unter diesen befand sich auch das ehemalige Montblancgelände. Nach mehrmaligem Investorenwechsel befinden sich das Grundstück und der Gebäudekomplex heute in der Hand der Maximilian Schommartz und Hans-Werner Schommartz-Kati Grundstücks GbR. Im Zuge dieser Entwicklung änderte sich die Mieterstruktur des Ensembles. Dies führte im Jahr 2016 zu Protesten, begleitet von medialer Aufmerksamkeit. Die Proteste richteten sich vorrangig gegen das Vorgehen der Vermieter, mit vielen der Mieter, die seit Jahrzehnten ihre Betriebe in den Schanzenhöfen führten, lange Zeit verschiedene Verhandlungen zu führen, die schlussendlich kein Ergebnis erzielten. Stattdessen wurde bereits mit möglichen neuen Betrieben über Mietpreise und Mietmöglichkeiten verhandelt. Diese Verhandlungen mündeten in der Auflösung des Vertrages und einer neuen Vertragsaufstellung, die massive Mieterhöhungen innehatte. Besonderes Aufmerksamkeit galt während der Proteste dem Schanzenstern, in dessen Räumlichkeiten nun eine Pizzeria ihren Betrieb aufnahm. Die Proteste formierten sich vielfältig. Oftmals fanden sich Demonstranten vor dem Schanzenhof wieder, der mit großer Polizeipräsenz – mit Ausnahme des Kinoeingangs – unzugänglich war. Auch wurden die Scheiben der Pizzeria und des neuen Hotels mit Steinen beschädigt oder mit Sprüchen und anderen Bemalungen versehen. Über einen mehrwöchigen Zeitraum wurde der Schanzenhof von Polizei und einem Sicherheitsdienst abgesperrt, die ausschließlich Besuchern des Kinos den Zutritt gewährten. Ein meterlanger Bauzaun machte es unmöglich, von dem Eingang des Kinos in andere Teile des Hofes – wie den Innenhof der Pizzeria – zu gelangen. Die Mietverträge der meisten ursprünglichen Mieter wurden nicht verlängert. Das 3001 Kino war hiervon ausgenommen, da dessen Mietvertrag eine Option auf eine Verlängerung bis zum April 2021 enthielt. Schnitte in den Betriebsalltag musste jedoch auch das Kino erleben. Konnte sich Jung und Alt noch bis 2016 im Hof treffen und auf den vielen Stühlen und Tischen des Kinos ihren Nachmittag verbringen, untersagte der Vermieter kurze Zeit darauf die Nutzung des Hofes und das 3001 Kino musste nicht nur die Tische abbauen, sondern auch die Fahrradständer. Ein weiterer Streitpunkt war die Nutzung der Schaukästen, die dem Kino ebenfalls untersagt werden sollte, jedoch auf Grund einer Einigung heute noch genutzt werden können. Eine Verlängerung des Mietervertrags über 2021 hinaus steht noch aus.

## Festivals
Das 3001 Kino ist Spielstätte vieler regional und überregional bedeutender Filmfestivals. Zu den hier stattfinden Festival gehören unter anderem die Lateinamerika-Filmtage, das Mo&Friese Kurzfilmfestival, das Japan-Filmfest Hamburg, die Lesbisch Schwulen Filmtage, das Zündstoff-Festival und das cine cubano. Sowohl das cino cubano, das Zündstoff-Festivals als auch die Lateinamerika-Filmtage sind eigene Festivals des Kinos, während das Japan-Filmfest Hamburg oder das Mo&Friese Kurzfilmfestival als Gastfestivals im Kino stattfinden. Das Zündstoff-Festival findet jährlich im Sommer statt in Kooperation mit verschiedenen politischen Gruppen.
Das 3001 Kino bespielte jahrelang die Wiese des Schanzenparks im Open Air, welches in den letzten Jahren alternativ im Millerntor-Stadion auf der Südtribune stattfindet. Dort können Zuschauer etwa zwei Wochen lang Filme auf Großleinwand sehen, die besonders viel Aufmerksamkeit im regulären Kinobetrieb erhalten haben. Oftmals werden dort auch kleinere Produktionen mit Hamburgbezug gezeigt. Gleichzeitig ist das 3001 Kino auch Gastgeber zahlreicher Premieren größerer und kleinerer Produktionen, bei denen oftmals Regisseure und Filmemacher zu Besuch sind und den Zuschauern nach Filmvorführung Fragen beantworten.

## Preise
Neben dem dreimaligen Erhalt des Spitzenpreises für das beste Dokumentarfilmprogramm erhielt das 3001 Kino im Jahr 2008 den Kinoprogrammpreis für das Gesamtprogramm, verliehen durch die Beauftragte der Bundesregierung für Kultur und Medien. Das 3001 Kino war bereits zwei Mal Gastgeber der Kinopreisverleihung und erhält jährlich viele der begehrten Preise.